# Кастрільйо-де-ла-Рейна
Кастрільйо-де-ла-Рейна (ісп. Castrillo de la Reina) — муніципалітет в Іспанії, у складі автономної спільноти Кастилія-і-Леон, у провінції Бургос. Населення — 176 особи (2020).
Муніципалітет розташований на відстані близько 180 км на північ від Мадрида, 55 км на південний схід від Бургоса.

## Демографія
Динаміка населення (INE ):